# Leibnitzbach
Der Leibnitzbach ist ein Bach in den Gemeinden Ainet und St. Johann im Walde (Bezirk Lienz). Er entspringt in der Schobergruppe und mündet südlich von Unterleibnig in die Isel.

## Namensherkunft
Der Flurname Leibnitz tritt in der Umgebung häufig auf, unter anderem bezeichnet er die einstige Gwabler Gemeindealpe im hinteren Teil des Leibnitz Tals, an dessen Ausgang auch die beiden Ortschaften Unterleibnig und Oberleibnig liegen. Ausgehend vom Talgrund verbreitete sich der noch vor der neuhochdeutschen Diphthongierung eingedeutschte Name Talaufwärts und wurde auf verschiedene Fluren (Berge, Alm, Bach, Wald etc.) übertragen. Leibnitz wird dabei von der slawischen Bezeichnung für die „Linde“ (lipa) abgeleitet. In seiner Ursprungsform war die Bezeichnung des Flurnamens wohl Lip ɓnica, wobei das Suffix  (ɓn)ica oftmals im Sinne einer Dimensionierung verwendet wurde. Das Suffix bezeichnet dabei bei Gewässernamen kleine Zuflüsse, die in größere Gewässer münden.

## Verlauf
Der Leibnitzbach entspringt westlich von Törlkopf und Leibnitzkopf und fließt zunächst in südwestlicher Richtung an der Hochschoberhütte vorbei. In der Folge nimmt er linksseitig einen Bach auf, der den Gartelsee und den Barrenlesee entwässert. Nach der Vereinigung der beiden Quellbäche durchfließt der Leibnitzbach die Almwiesen der Leibnitzalm und in der Folge bewaldete Hänge und Schluchten.
Im Unterlauf passiert der Bach die Hofstelle Oberfercher sowie die Ortschaft Oberleibnig, bevor er südlich von Unterleibnig zunächst in einen kleinen See und danach linksseitig in die Isel mündet.
Der Oberlauf des Leibnitzbaches gehört zur Gemeinde Ainet, im Mittellauf bildet der Bach die Grenze zwischen Ainet und St. Johann im Walde, während der Unterlauf alleinig zum Gemeindegebiet von St. Johann gehört.
Die TIWAG betreibt am Leibnitzbach ein Kleinwasserkraftwerk.